# Gabriel Tual
Gabriel Tual, né le 9 avril 1998 à Villeneuve-sur-Lot, est un athlète français spécialiste du 800 mètres, champion d'Europe à Rome en 2024.

## Biographie

### Jeunesse
Depuis sa naissance Gabriel Tual habite à Prayssas. En 2013, il rejoint le Lycée Victor Louis de Talence et débute ainsi son double projet sportif et scolaire. Trois ans plus tard il obtient son baccalauréat Scientifique, en 2019 son diplôme d'I.U.T. Science et Génie des Matériaux (S.G.M.). Aujourd'hui, il est en Licence professionnelle Conducteur de travaux en maison individuelle (C.T.M.I.).
En 2007, il intègre le SU Agen athlétisme. Il est entrainé par Bernard Mossant depuis 2013.

## Carrière sportive

### Saison 2017
Il participe aux Championnats d'Europe junior (U20) 2017 à Grosseto et termine 4e de sa demi-finale en 1 min 48 s 85.

### Saison 2018
En 2018, il rejoint le club de l'US Talence Athlétisme.
Vainqueur des Championnats méditerranéens à Jesolo en 1 min 50 s 41, il est éliminé en séries des Jeux méditerranéens de Tarragone.
Il participe à la Coupe du monde d'athlétisme à  Londres et termine à la 4e place dans le temps de 1 min 47 s 44, la délégation française se classant 5e.
Lors des championnats d'Europe 2018 à Berlin, il réalise le 11e temps des séries mais ne se qualifie pas pour la finale.

### Saison 2019
Il se classe 5e des Championnats d'Europe espoir (U23) à Gävle, en 1 min 49 s 43.
Lors des championnats d'Europe par équipes 2019 à Bydgoszcz, il termine 7e de la finale en 1 min 49 s 43, la délégation française se classant 3e au général.
Dans l'année 2020, il intègre la team Adidas.

### Saison 2021
Lors des Jeux olympiques de Tokyo, Gabriel Tual franchit les étapes des séries, se classant 3e en 1 min 45 s 63 et 3e des demi-finales en 1 min 44 s 28, devenant ainsi le 6e meilleur performeur français sur la distance. Qualifié au temps, il se classe 7e de la finale en 1 min 46 s 03.

### Saison 2022
Aux championnats du monde 2022 à Eugene, Tual se classe 2e de sa série en 1 min 46 s 34, 2e de sa demi-finale en 1 min 45 s 53 et lors de la finale, il se hisse à la 6e place en 1 min 45 s 49.
Lors des Championnats d'Europe à Munich, il termine 7e de la demi-finale en 1 min 47 s 70 et n'accède pas à la finale.

### Saison 2023
Le 18 juillet 2023 à Székesfehérvár, il réalise les minimas de qualification pour les championnats du monde de Budapest et les Jeux olympiques de 2024 en 1 min 44 s 55. Le 29 juillet, il décroche son premier titre national élite à l'occasion des championnats de France à Albi en devançant Yanis Meziane.
Aux championnats du monde de Budapest, il est éliminé en demi-finale dans le temps de 1 min 44 s 83.

### Saison 2024
Lors des championnats d'Europe de Rome, il devient le premier Français champion d'Europe du 800 m, le 9 juin 2024, avec un temps de 1 min 44 s 87. C'est le premier grand titre de sa carrière.
Près d'un mois plus tard, le 7 juillet 2024, au cours du Meeting de Paris 2024, au stade Charlety, étape de la Diamond League, il réalise une performance majuscule dans l'une des courses les plus rapides de l'histoire sur 800m. Durant cette course, l'Algérien Djamel Sedjati s'impose en 1 min 41 s 56, réalisant à ce moment, la meilleure performance mondiale de l'année. Avec un chrono de 1 min 41 s 61, à seulement 5 centièmes du vainqueur, il bat de près d'une seconde l'ancien record de France du 800m (1 min 42 s 53, détenu jusqu'alors par Pierre-Ambroise Bosse) et se classe finalement 3e de la course.  
Il est qualifié pour les Jeux olympiques de Paris 2024. Le 7 août, il termine avec le meilleur temps de sa série en 1 min 45 s 13 et se qualifie ainsi pour les demi-finales. Le 9 août, deuxième de sa demi-finale, il se qualifie pour la finale dans laquelle il prend la 6e place en 1 min 42 s 14.

## Carrière professionnelle
En février 2023, Gabriel Tual intègre la police nationale en tant que « réserviste opérationnel ».

## Palmarès

### International
| Date | Compétition                              | Lieu        | Résultat | Temps         |
| ---- | ---------------------------------------- | ----------- | -------- | ------------- |
| 2018 | Championnats Méditerranéens espoir (U23) | Jesolo      | 1er      | 1 min 50 s 41 |
| 2018 | Coupe du monde                           | Londres     | 4e       | 1 min 47 s 44 |
| 2019 | Championnats d'Europe espoir (U23)       | Gävle       | 5e       | 1 min 49 s 13 |
| 2019 | Championnats d'Europe par équipes        | Bydgoszcz   | 7e       | 1 min 48 s 13 |
| 2021 | Jeux olympiques                          | Tokyo       | 7e       | 1 min 46 s 03 |
| 2022 | Championnats du monde                    | Eugene      | 6e       | 1 min 45 s 49 |
| 2024 | Championnats d'Europe                    | Rome        | 1er      | 1 min 44 s 87 |
| 2024 | Jeux olympiques                          | Saint-Denis | 6e       | 1 min 42 s 14 |

### Ligue de diamant
- 2019
  - Meeting de Paris : 9e en 1 min 45 s 84

- 2021
  - Meeting Herculis, Monaco : 9e en 1 min 45 s 08
  - Meeting de Paris : 6e en 1 min 45 s 05
  - Meeting de Lausanne : 4e en 1 min 45 s 70

- 2022
  - Meeting de Rabat : 3e en 1 min 45 s 75
  - Meeting de Paris : 4e en 1 min 44 s 23
  - Meeting de Stockholm : 3e en 1 min 45 s 29
  - Meeting de Zurich : 7e en 1 min 45 s 25

- 2023
  - Meeting de Stockholm : 3e en 1 min 44 s 85
- 2024
  - Meeting de Paris : 3e en 1 min 41 s 61

### National
| Date   | Compétition                         | Lieu          | Résultat | Temps         |
| Jeunes | Jeunes                              | Jeunes        | Jeunes   | Jeunes        |
| ------ | ----------------------------------- | ------------- | -------- | ------------- |
| 2015   | Championnats de France Cadet (U20)  | Albi          | 2e       | 1 min 58 s 75 |
| 2016   | Championnats de France Junior (U20) | Châteauroux   | 1er      | 1 min 52 s 82 |
| 2017   | Championnats de France Junior (U20) | Dreux         | 2e       | 1 min 52 s 61 |
| 2019   | Championnats de France Espoir (U23) | Châteauroux   | 1er      | 1 min 50 s 53 |
| Élite  |                                     |               |          |               |
| 2018   | Championnats de France              | Albi          | 3e       | 1 min 48 s 32 |
| 2019   | Championnats de France              | Saint-Étienne | 2e       | 1 min 49 s 13 |
| 2021   | Championnats de France en salle     | Miramas       | 3e       | 1 min 47 s 54 |
| 2021   | Championnats de France              | Angers        | 2e       | 1 min 48 s 86 |
| 2022   | Championnats de France en salle     | Miramas       | 2e       | 1 min 47 s 35 |
| 2022   | Championnats de France              | Caen          | 2e       | 1 min 48 s 89 |
| 2023   | Championnats de France              | Albi          | 1er      | 1 min 47 s 84 |
| 2024   | Championnats de France              | Angers        | 1er      | 1 min 43 s 99 |

## Records
| Épreuve            | Temps              | Lieu         | Date            |
| ------------------ | ------------------ | ------------ | --------------- |
| 400 m              | 47 s 79            | Bordeaux     | 8 mai 2022      |
| 800 m              | 1 min 41 s 61 (RF) | Paris        | 7 juillet 2024  |
| 800 m piste courte | 1 min 47 s 35      | Miramas      | 27 février 2022 |
| 1 000 m            | 2 min 19 s 84      | Val-de-Reuil | 14 février 2022 |